# Селен
Селен (символ Se) е химичен елемент в периодичната таблица с атомен номер 34 и се намира в група 16, период 4. Температурата му на топене е 221 °C, а температурата на кипене 685,3 °C. Плътността му е 4,80 g/cm3.

## Характеристики

### Физични свойства
Експериментално е доказано, че при обикновени условия селенът има слаба електропроводимост, която се увеличава с покачване на температурата т.е. има положителен температурен коефициент. Такива вещества, които подобно на металите провеждат електричния ток, но имат положителен температурен коефициент и електропроводимостта им зависи от степента на облъчване, се наричат полупроводници.

### Алотропни форми
1. Кристално твърдо вещество с червен цвят
2. Метално твърдо вещество със сиво-метален блясък
3. Аморфно твърдо вещество със син цвят

## История
Селенът е открит през 1817 г. от Йонс Берцелиус. Той доказва, че в промишлените отпадъци от производството на сярна киселина присъства неизвестен елемент, който е постоянен спътник на открития през 1782 г. от Милер телур (Телус-Земя). Берцелиус нарича този елемент селен (Селини-Σελήνη-Луната), за да подчертае, че както Луната е спътник на Земята, така селенът е постоянен спътник на телура.
В земната кора сярата, селенът и телурът винаги се срещат като триада. Затова и се наричат халкогени (от халкос-земна кора).

## Употреба и значение
Селенът има свойството да обезцветява зеленото стъкло. Ценна суровина е за производството на токоизправители, фотоелементи и полупроводници. Основна част на съвременните копирни машини (ксерографите) е метален барабан, покрит с тънък слой селен. Ксерографията е патентована за първи път през 1938 г. от американеца Карлсън под названието „селенова фотография“.

## Биологична роля
Прибавя се към различни лекарствени препарати, за борба с пърхота, косопада, екземите.
Той е един от най-ефективните антиоксиданти (противоракови медикаменти) в света.